# Alone and Restless
Alone and Restless és una pel·lícula estatunidenca dirigida per Michael Thomas Dunn, estrenada el 2004. El rodatge es desenvolupà a Baseball City, Casselberry, Cocoa Beach, Merritt Island, Orlando, Tamarac i Winter Park, localitats de l'estat de Florida entre el 19 de maig del 2000 al 20 d'agost del 2001. concretament.

## Argument
La pel·lícula segueix les vides de dos traficants rivals que estan lluitant per controlar l'escena de la droga. L'espavilat anomenat Mace (retratat per Martin Seijo) està intentant sortir del càrtel de la droga. Un disbauxat jove anomenat Pedro (interpretat per Allan Medina) en no-res governarà la ciutat.
En el centre d'aquesta càrtel de la droga hi ha persones innocents retratades per Jamie Bellanger, Michael Thomas Dunn i Humberto Bermudez. Aclaparats pel crim desenfrenat, els detectius Evans i Avery (protagonitzats per Taylor Marr i Jean-Jean-Paul Gibeau, respectivament) trenquen totes les regles que intenten parar la violència.

## Repartiment
- Martin Seijo: Mace
- Jamie Belanger: Molly
- Caterina Christakos: Maggie
- Allan Medina: Ponch
- Michael Thomas Dunn: Jason
- Taylor Marr: Evans
- Christopher Zapatier: Matt
- Ronald Fox: Eddie
- Yve Wilson: Jane
- Humberto Bermudez: Simon
- Jean-Paul Gibeau: Avery
- Chris Byrum: Clerk
- Annalisa Kyler: Rachel
- Alex Frielings: Todd
- Bill Stanley: Louis